# Moafélék
A moafélék vagy moák (Dinornithidae) egykor Új-Zéland szigetein élt, hatalmasra nőtt röpképtelen madarak voltak. A struccalakúak (Paleognathae) rendjének egyik családját alkották.

## Leírásuk
A moákat Richard Owen fedezte fel az európai tudomány számára 1839-ben. Azóta is csak töredékes csontjaik alapján ismerjük őket: közülük a legkisebbek alig 1 méter magasak és 18 kg tömegűek voltak, a legnagyobbak magassága pedig elérte a 3,6 métert, tömegük pedig a 230–278 kg-ot. A 19. században csontjaik alapján kezdték el leírni az egykori fajokat, aminek eredményeképpen a 20. század második felében már a molekuláris biológia segítségével kellett rendet rakni a fajok között. Ugyanis az állatvilágban szokatlan módon a legtöbb faj hímjei sokkal kisebbek voltak, mint a nőstények (nemi dimorfizmus), ezért egyazon faj hímjeit és nőstényeit sokszor más fajként írták le. A molekuláris biológia továbbá az egyes fajok közötti leszármazási kapcsolatokat is megadta.

## Életmódjuk
Egyes példányoknak a gyomortartalma is fennmaradt: ebből tudjuk, hogy főleg rovarokkal, puhatestűekkel, kisebb kétéltűekkel, illetve magvakkal, bogyókkal, gyümölcsökkel és levelekkel táplálkoztak. Más madarakhoz (és a hüllőkhöz) hasonlóan kisebb köveket is nyeltek, hogy segítsék a táplálékuk emésztését. Általában egy, ritkábban két tojást költöttek ki, amelyek héjai szerte Új-Zélandon fellelhetőek. Egyes kutatók feltételezik, hogy az egyes fajok jellegzetes hangokat adhattak ki: így hívogathatták egymást Új-Zéland többnyire nehezen járható területein.
Új-Zéland szigeteinek – az elszigeteltségük miatt – egyedülálló volt a faunája: az emlősöket csak néhány denevérfaj képviselte, nagyméretű hüllők sem éltek a szigeteken: így a szárazföldi gerincesek nagy részét a madarak adták. Mintegy tíz röpképtelen moa-faj élt a két szigeten, a túlnyomó részük erdőkben: gyakorlatilag ők foglalták el azokat az „ökológiai fülkéket” (niche), amelyeket más földrészeken az erdei emlősök (például őzek) töltenek ki. Ennek a faunának a csúcsragadozója egy óriási sasszerű ragadozómadár, a Haast-féle sas volt, amely a levegőből vadászott a moákra.

## Fajaik

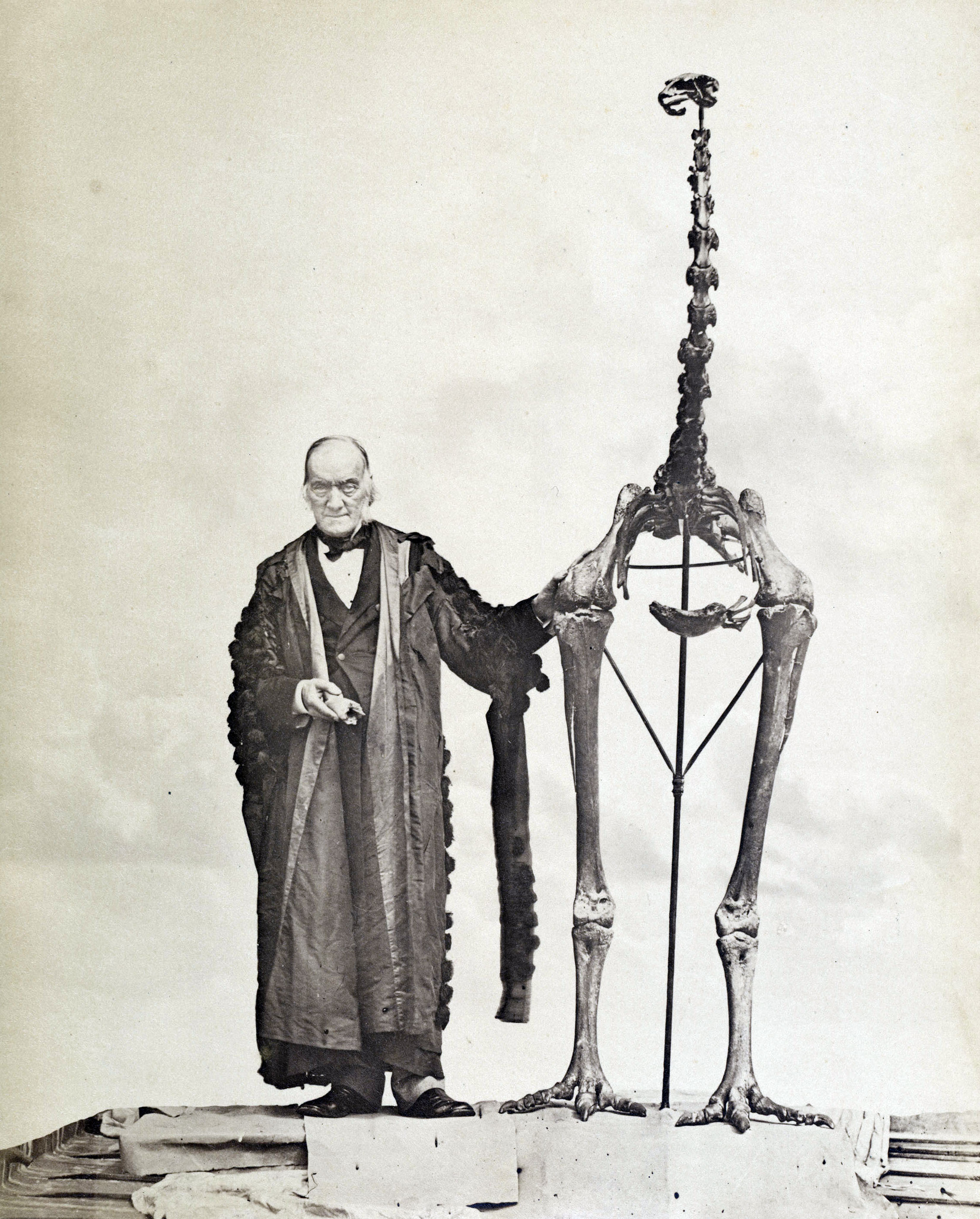
Richard Owen a moák első leírója a Dinornis csontvázával

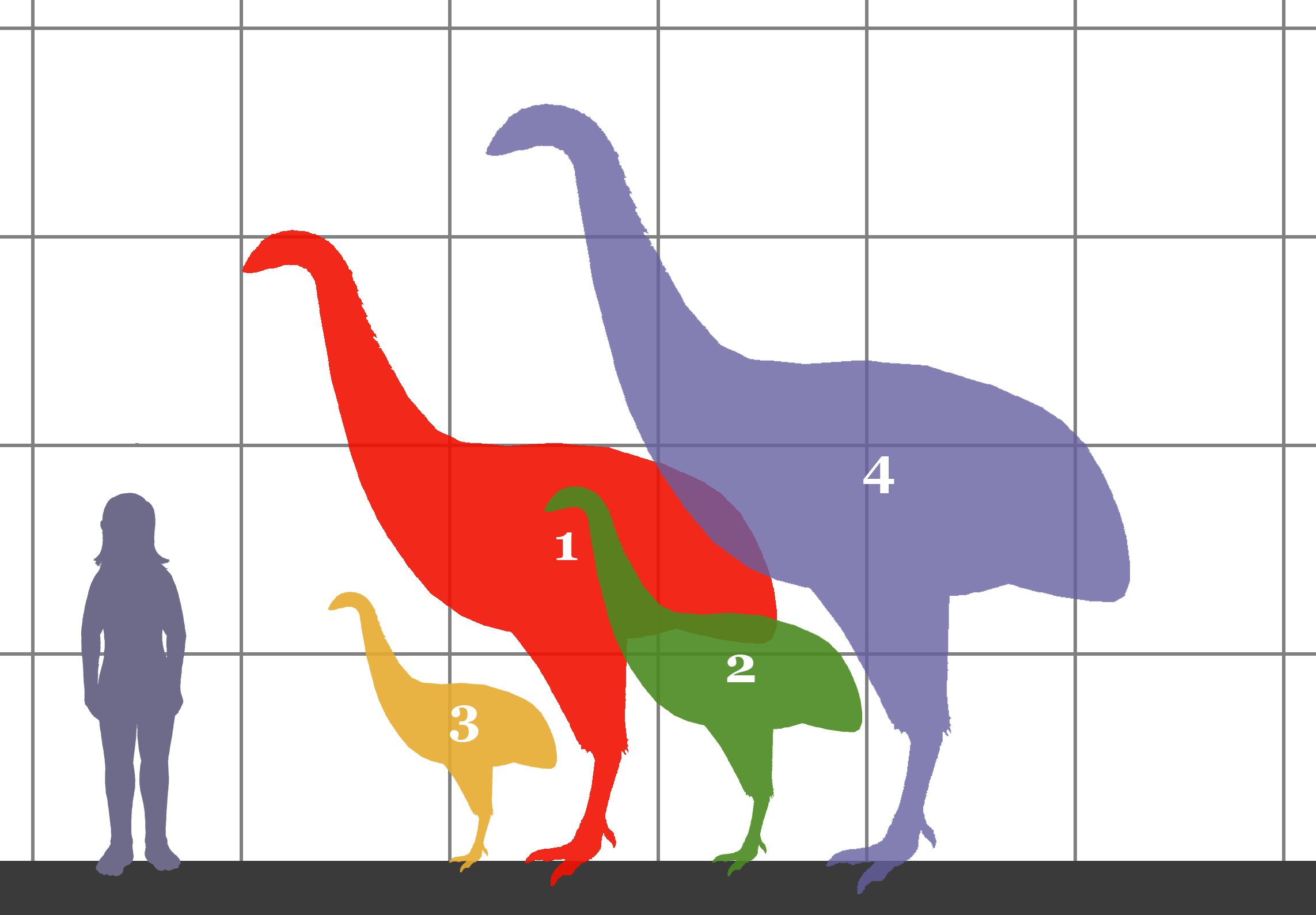
Négy moa-faj méreteinek összehasonlítása egy emberével 1. Dinornis novaezealandiae 2. Emeus crassus 3. Anomalopteryx didiformis 4. Dinornis robustus

A moák rendjén belül 3 alcsaládba és 6 nembe sorolva az alábbi 10 fajt írták le:

### Megalapteryx-félék(Megalapteryginae)alcsaládja
- Megalapteryx nem
  - Megalapteryx didinus (felföldi moa)
Kb. 130 cm magas és 25 kg tömegű lehetett. Egyike volt a legkisebb moáknak: Új-Zéland magasabban fekvő, hűvösebb erdeiben élt.

### Anomalopteryx-félék(Anomalopteryginae)alcsaládja
- Anomalopteryx nem
  - Anomalopteryx didiformis (kis bozóti moa)
Mintegy 130 cm magas és 30 kg tömegű lehetett. Mind az Északi-, mind a Déli-szigeten előfordult.
- Pachyornis nem
  - Pachyornis elephantopus (nagylábú moa)
Kb. 180 cm magas és 145 kg tömegű lehetett. Robusztus testalkatú madár volt: (testéhez képest) rövid és vastag lábai és hatalmas csőre volt. A Déli-szigeten élt.
  - Pachyornis australis (tarajos moa)
Ez a faj mintegy 75 kg tömegű lehetett és a teljes Déli-szigeten előfordult, főleg annak hideg és hűvös hegyi régióiban. Szintén zömök testalkatú volt, de kevésbé, mint a nagylábú moa.
  - Pachyornis geranoides (régen: Pachyornis mappini; Mantell moája)
Mintegy 130 cm magas és 30 kg tömegű lehetett, tehát viszonylag „kicsi” volt. Az Északi-sziget erdeiben élt.
- Emeus nem
  - Emeus crassus (keleti moa)
Kb. 150–180 cm magas és 50–70 kg tömegű lehetett. A Déli-sziget keleti részének ritkás erdeiben, bozótosaiban élt. zömök testalkatú madár volt.
- Euryapteryx nem
  - Euryapteryx gravis (régen: Euryapteryx geranoides; erőslábú moa)
Mintegy 150 cm magas, zömök testalkatú madár volt, viszonylag rövid lábakkal. Az egész Déli-szigeten és az Északi-sziget déli részén élt.
  - Euryapteryx curtus (parti moa)
Kb. 130 cm magas és 20 kg tömegű lehetett. Egyike volt a legkisebb moáknak. A hím valamivel kisebb volt, mint a nőstény. Az Északi-szigeten élt.

### Óriás moák(Dinornithinae)alcsaládja
- Dinornis nem
  - Északi óriásmoa (Dinornis novaezealandiae)
3 méteres magasságukkal a legnagyobb moák közé tartoztak. A testméretükhöz képest viszonylag kis fejük, széles és lapított csőrük, kis szemeik, hosszú nyakuk, erőteljes testük és vastag lábaik voltak. Az Északi-szigeten éltek. Tojásaik nagyobbik átmérője 24 cm, a kisebbik 18 cm volt.
  - Déli óriásmoa (Dinornis robustus)
Magasságuk elérte a 3,6 métert, tömegük pedig a 230–278 kg-ot.[1][2][3] Hasonló testfelépítésű volt, mint a Dinornis novaezealandiae, de a Déli-szigeten élt.

## Evolúciós kialakulásuk
A moák ősi röpképtelen madarak leszármazottjai. Ez azt jelenti, hogy már őseik sem voltak képesek repülni, ellentétben például a Mauritius-szigeti dodóval, amely a szárnyai segítségével érkezett Mauritius szigetére és a ragadozók hiánya miatt veszítette el röpképességét. A röpképtelen óriásmadarak a kainozoikum elején a dinoszauruszok kihalásával indultak gyors fejlődésnek: amikor a szárazföldeket már nem uralták a hüllők, de még az emlősök sem indultak robbanásszerű fejlődésnek. Így ezen madarak virágkora a harmadidőszak (tercier) volt, ekkor minden kontinensen jelen voltak. Hanyatlásukat a nagy testű, méhlepényes ragadozók megjelenése okozta a negyedidőszakban (kvarter).
Az egykori Gondwana, vagyis a Nagy Déli Kontinens maradványain (Afrika, Dél-Amerika, Ausztrália és Új-Guinea) máig fennmaradt az ősi röpképtelen madarak néhány faja: Afrikában a struccfélék, Dél-Amerikában a nandufélék, Ausztráliában az emufélék, Új-Guinea szigetén a kazuárfélék. Madagaszkár szigetén pedig a már kihalt elefántmadár-félék éltek. Mindezek a madarak a futómadár-szabásúaknak a moák melletti másik evolúciós ágába, a struccalakúak rendjébe tartoznak. (Egy másik elterjedt rendszertani felosztás a moákat is ide sorolja.)
Új-Zéland szigetein azért maradhattak fenn ma már archaikusnak számító állatfajok, mert azok már a mezozoikum óta gyakorlatilag elszigetelődtek a nagy szárazföldektől: a sziget a jura során vált el Gondwanától. Ettől fogva a két sziget állatvilága más földrészektől elszigetelten fejlődött: új állatfajok csak a levegőből vagy a vízen keresztül települhettek be.

## Kihalásuk
Kihalásuk a maorik betelepülése (13. század) után kezdődött, a 18. század elejére tehető a teljes kipusztulásuk. A bennszülöttek intenzíven vadászták: a régészek számos helyet találtak Új-Zélandon, amelyek tanúsága szerint a maorik valóságos mészárlásokat vittek végbe a moák között. Apróbb zsákmányállataikat pedig a behurcolt patkányok tizedelték. (Erről bővebben: pleisztocén megafauna.)
Mikor az első európai hajósok kikötöttek a szigeteken (James Cook, 1769), már nem találkoztak élő példányokkal. Ennek ellenére néha felröppen a hír, hogy egyesek napjainkban is látni vélnek egy-egy példányt, azonban létezésüket néhány bizonytalan felvételen kívül semmi sem bizonyítja.

## Képtár
- Óriás moa rekonstrukciója a Wellingtoni Múzeumban
- Moa csontváza a Magyar Természettudományi Múzeumban